# (1089) Tama
Pour les articles homonymes, voir Tama.
(1089) Tama est un astéroïde de la ceinture principale découvert par Okuro Oikawa le 17 novembre 1927 à Tokyo.

## Nom
Tama est nommé d'après la rivière japonaise éponyme.

## Caractéristiques physiques
Les observations ont montré que Tama mesure environ 13 kilomètres. L'astéroïde semble avoir une forme allongée.

## Lune
Un petit satellite de 9 kilomètres de diamètre orbitant à environ 20 kilomètres de son primaire fut découvert en 2003.

## Sources et références
1. ↑  (en) Caractéristiques et simulation d'orbite de 1089 dans la JPL Small-Body Database..
2. ↑  Lutz D. Schmadel, Dictionary of Minor Planet Names, 5th edtn. (2003), p. 93.
3. ↑  IAUC 8265.